# Lorraine Baker
Lorraine Baker (Reino Unido, 9 de abril de 1964) es una atleta británica retirada especializada en la prueba de 800 m, en la que consiguió ser medallista de bronce europea en pista cubierta en 1990.

## Carrera deportiva
En el Campeonato Europeo de Atletismo en Pista Cubierta de 1990 ganó la medalla de bronce en los 800 metros, con un tiempo de 2:02.42 segundos, tras la soviética Lyubov Gurina y la alemana Sabine Zwiener.